# Concord
 For alternative betydninger, se Concord (flertydig). (Se også artikler, som begynder med Concord)
Concord er hovedstad i den amerikanske delstat New Hampshire. Byen har 43.976(2020) indbyggere. Den er administrativt centrum i det amerikanske county Merrimack County.

## Ekstern henvisning
- Wikimedia Commons har flere filer relateret til Concord
- Concords hjemmeside (engelsk)

43°12′24″N 71°32′17″V / 43.2067°N 71.5381°V